# Jorge Yacoman
Jorge Salvador Yacoman Saavedra (n. Santiago de Chile; 1 de enero de 1988) es un director, guionista, productor de cine y escritor.

## Carrera
El 2010, su cortometraje A través de tu reflejo obtuvo el segundo lugar en el 17.º Festival Internacional de Cine de Valdivia en la categoría estudiante. Después se tituló como Técnico Cinematográfico a mediados del 2011. Trabajó como coguionista en varios proyectos de largometrajes y realizó su práctica laboral como eléctrico en la película Carne de perro de Fernando Guzzoni. También trabajó como asistente de dramaturgia de Alfredo Castro en su escuela de teatro en el Teatro La Memoria. Su primer largometraje, el cual produjo, dirigió y escribió, La comodidad en la distancia, participó en el 61.er Festival Internacional de Cine de San Sebastián en Cine en Construcción. La película es protagonizada por Eusebio Arenas y cuenta con las actuaciones de Alejandro Goic, Ignacio Yovane, Aliocha de la Sotta, Moisés Angulo, Josefina Dagorret, Valeria Uribe, Romina Perazzo y Lisette Lastra. Fue presentado como muestra especial en el 43.º Festival Internacional Sehsüchte en Potsdam-Babelsberg, Alemania, en el 10.º Santiago Festival Internacional de Cine (SANFIC), el 7.º Festival Internacional de Santiago Cine B y el 15.º Festival Black Movie de Genève, en Suiza. El largometraje ganó el fondo nacional CORFO para su distribución y fue estrenada comercialmente en Chile en marzo del 2016.
Su segundo largometraje Fragmentos de Lucía, filmado en Valparaíso, protagonizado por Javiera Díaz de Valdés, Alejandro Sieveking y Pablo Schwarz, fue estrenado comercialmente en Chile en mayo del 2016. Fragmentos de Lucía participó en el 32.º Warsaw International Film Festival en Competition 1-2 y en el 61° Semana Internacional de Cine de Valladolid en Punto de Encuentro. Por esta película, Javiera Díaz de Valdés recibió la nominación a mejor actriz protagónica en los Premios Caleuche y Alejandro Sieveking ganó el Premio Pedro Sienna a mejor interpretación secundaria masculina.
Es fundador de la productora audiovisual Words & Facts Films Ltda. Jorge también ha escrito ocho largometrajes y siete libros—tres novelas, tres colecciones de historias cortas, y un libro de poemas. Publicó su primera novela en inglés The vestige of silence en noviembre de 2016. En octubre de 2017 la novela se publicó en español como El vestigio del silencio por la editorial Al Otro Lado. En 2019 publicó su libro de cuentos Espejos de una ausencia también a través de la editorial Al Otro Lado.

## Largometrajes
- Fragmentos de Lucía (2016)
- La comodidad en la distancia (2014)

## Cortometrajes
- Sombras de verano (2020)
- El puente (2019)
- La sal de los sueños (2018)
- Naciente (2017)
- Merced (2016)
- Santiago (2016)
- Sosnowiec, Poland (2015)
- Reinsertion (2014)
- Un millón de gusanos (2014)
- La moralidad del lamento (2014)
- Guilt (2014)
- Fissure (2013)
- Asfixia (2011)
- A simple taste for a broken mind (2011)
- A través de tu reflejo (2010)
- Oblivion (2010)
- Roach (2010)